# 田鹀

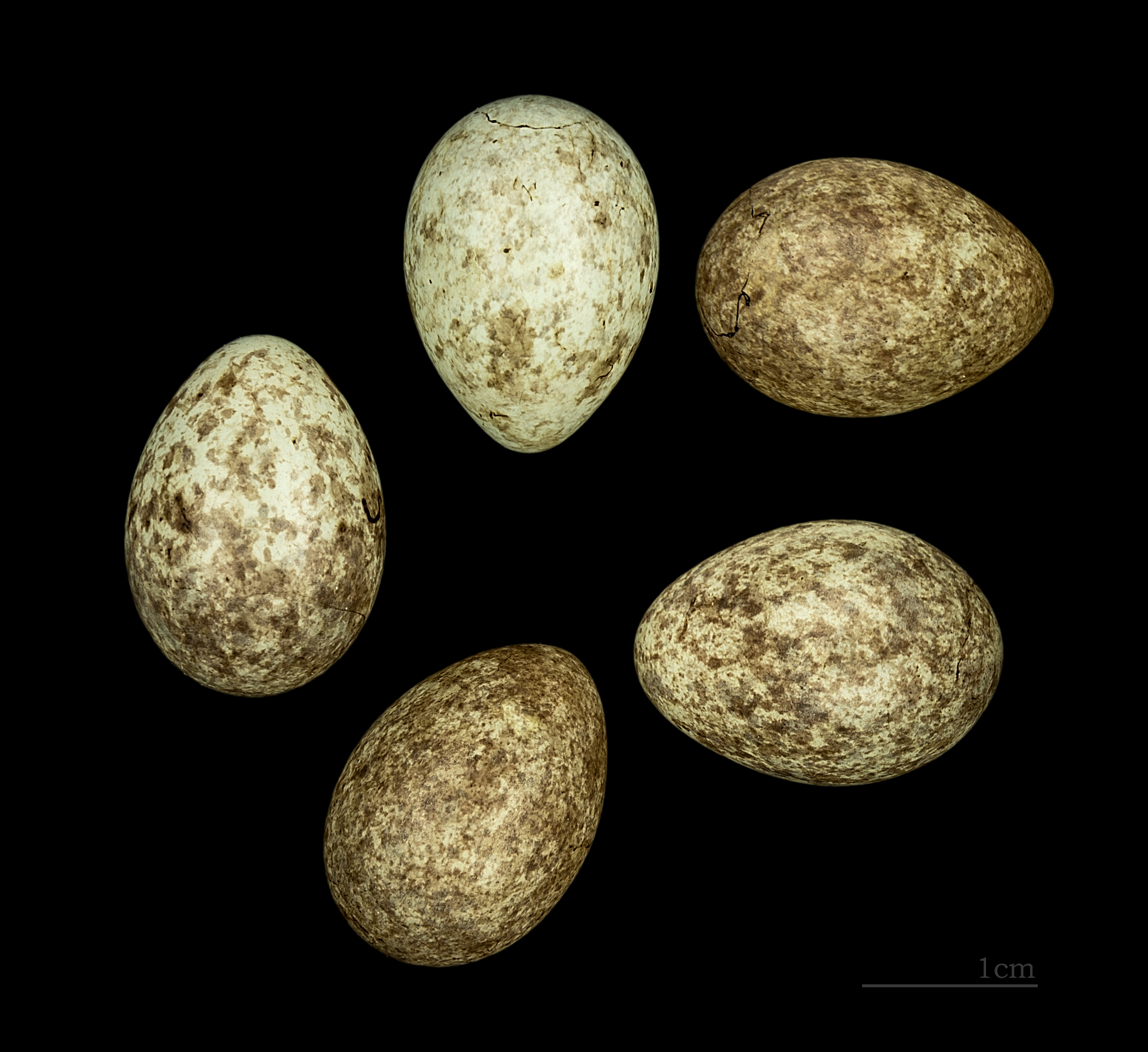
Emberiza rustica

田鹀（学名：Emberiza rustica）为鵐科鹀属的鸟类，俗名花九儿、花嗉儿、田雀、花眉子、白眉儿。鵐科現代大多數作者將此群體與 雀科分開。

## 分類
屬名 Emberiza 來自 古德語 的 Embritz，意指鵐。種名 rustica 在 拉丁文 中意為「鄉村的，簡樸的」。

## 描述
此鳥與 蘆鵐 體型相似，腹部為白色，兩側有紅褐色斑紋，雙腳為粉紅色，下喙為粉紅色。夏天的雄鳥頭部為黑色，喉嚨和眉紋呈白色，胸部帶有紅褐色條紋。
雌鳥背部帶有深色條紋，臉部為棕色，眉紋呈白色。她與雌性蘆鵐相似，但兩側有紅褐色條紋，頸背為栗色，下喙為粉紅色，而非灰色。
其叫聲為獨特的 zit，歌聲則是哀婉的 delee-deloo-delee。」

## 分布
分布于欧洲从挪威、芬兰至美国、向东经西伯利亚至勘察加半岛、南至日本、朝鲜半岛以及中国大陆的内蒙古、东北、宁夏、甘肃、河北、陕西、河南、山东、安徽、湖北、湖南、四川、江苏、浙江、福建、新疆等地，多生活于平原杂木林、人工林、灌木丛和沼泽草甸中以及也在长白山海拔800-1000m的低山区和山麓及开阔田野中。该物种的模式产地在Dauria。
於北部 古北界 繁殖。是 候鳥，冬季遷徙至東南亞、日本、韓國及中國東部。偶爾會在西歐出現。
牠繁殖於潮濕的 針葉樹 森林中，巢築於灌木叢或地面，每次產下四到六枚蛋。牠的天然食物主要是種子，哺育幼鳥時則以昆蟲為食。

## 亚种
- 田鹀堪察加亚种（学名：Emberiza rustica latifascia）。分布于西伯利亚、勘察加以及中国大陆的东部等地。该物种的模式产地在勘察加的Rluchi。[4]
- 田鹀指名亚种（学名：Emberiza rustica rustica）。分布于欧洲、西伯利亚、日本、朝鲜半岛以及中国大陆的内蒙古、东北各省、宁夏、甘肃、新疆、华北、长江流域各省等地。该物种的模式产地在Dauria。[5]